# أندري كرافتشوك
أندري كرافتشوك (بالأوكرانية: Кравчук Андрій Сергійович) هو لاعب كرة قدم أوكراني في مركز الوسط، ولد في 26 فبراير 1999 في تشيرنوفتسي في أوكرانيا. لعب مع شاختار دونيتسك.

## وصلات خارجية
- أندري كرافتشوك على موقع اتحاد أوكرانيا (الإنجليزية)
- أندري كرافتشوك على موقع قاعدة بيانات كرة القدم.إي يو (الإنجليزية)
- أندري كرافتشوك على موقع Soccerway.com (الإنجليزية)